# Cattedrale dell'Assunzione di Maria Vergine (Quito)
La Cattedrale dell'Assunzione di Maria Vergine, chiamata anche Cattedrale Metropolitana di Quito (in spagnolo Catedral Metropolitana de Quito) o conosciuta semplicemente come La Catedral, è una cattedrale cattolica situata a Quito, in Ecuador. Situata sul lato sud-occidentale della Plaza de la Independencia (La Plaza Grande), essa servì come sede della diocesi di Quito dal 1545 al 1848.

## Descrizione

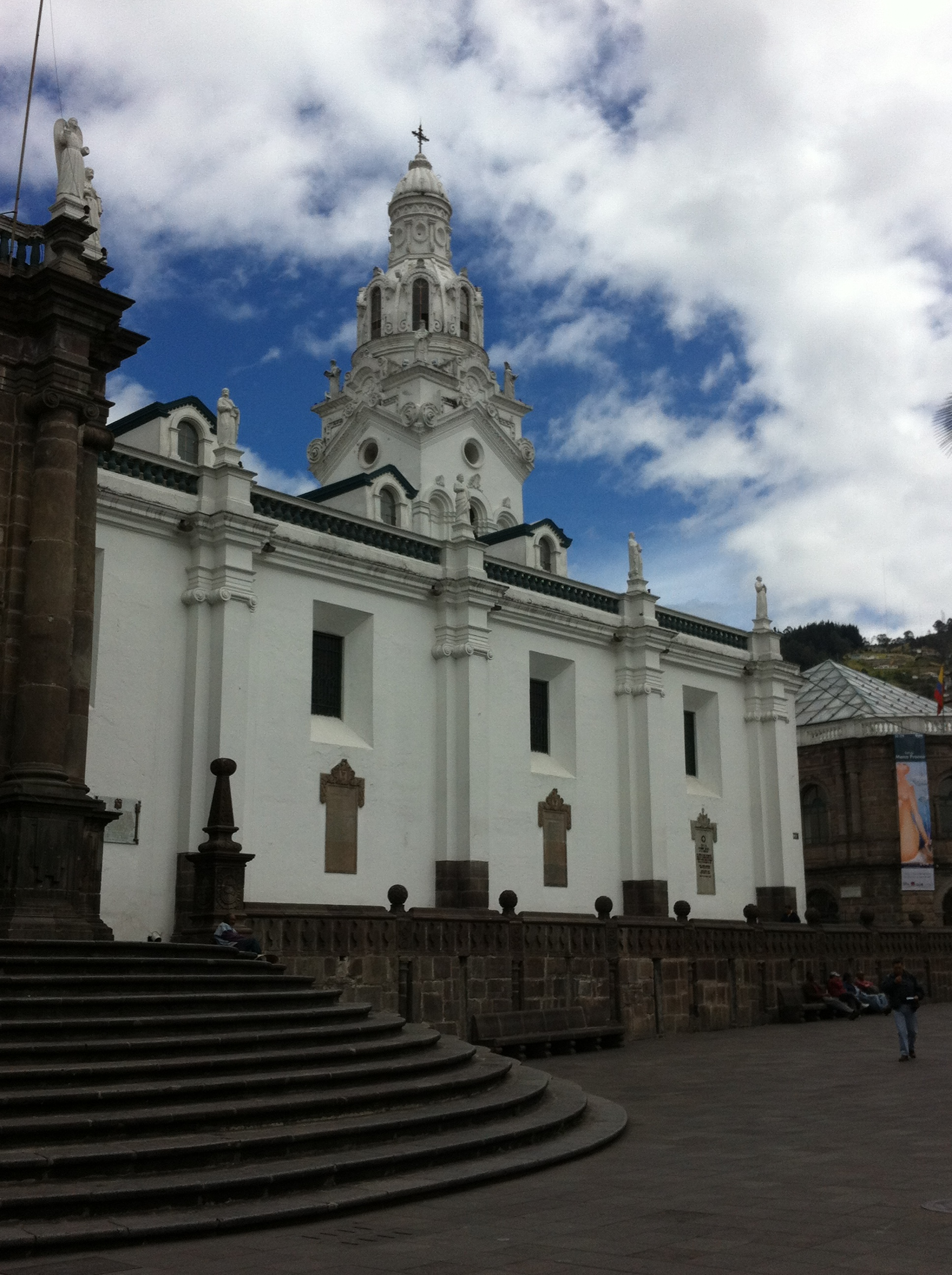
La cattedrale vista dalla Plaza Grande

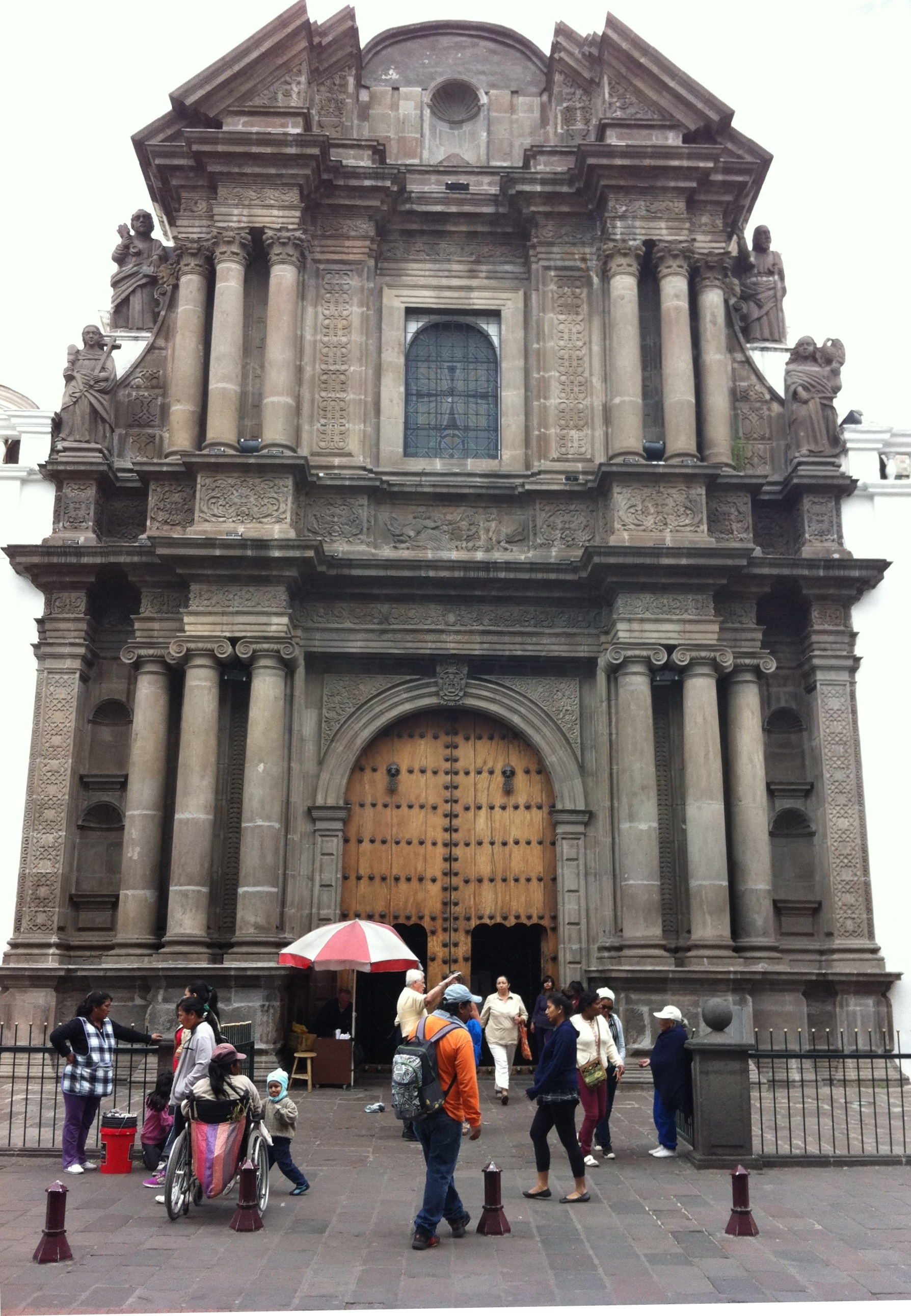
La facciata nord-ovest (principale)

La cattedrale è una suggestiva chiesa monumentale dipinta di bianco, con un unico alto campanile sfalsato a destra dell'ingresso principale. Costruita su una pianta longitudinale a tre navate, sormontata da semicerchi ogivali su pilastri quadrati, la struttura spaziale di base della cattedrale è tipica del XVI secolo. Sulla base delle caratteristiche interne - in particolare i dettagli dei pilastri, degli archi e del soffitto intagliato e a cassettoni - alcuni esperti affermano che la cattedrale dovrebbe essere considerata come Gotica- Mudéjar. Sicuramente ha caratteristiche gotiche negli archi ogivali delle navate, così come nel deambulatorio che circonda il presbiterio.

### Esterno
Discostandosi dalla convenzione spagnola, la cattedrale ha in realtà due ingressi principali: uno a metà della navata che si affaccia sulla piazza e l'altro, con il campanile, sulla facciata nord-ovest di fronte a Calle Garcia Moreno. L'asse ha un orientamento sudest-nordovest a causa della topografia locale: la situazione locale del XVI secolo impediva alla facciata principale di affacciarsi sulla piazza, come è consuetudine. L'elaborato ingresso laterale ad arco e la sua scala semicircolare di fronte alla Plaza furono un'aggiunta dell'inizio del XIX secolo. Conosciuto come Arco Carondelet, questo portale è l'interfaccia principale tra la cattedrale e la piazza. Il rapporto è sottolineato anche da un parapetto longitudinale in pietra che corre lungo l'edificio su quel lato (e decorato con sfere, piramidi, ecc.), che raccordava il dislivello tra il pavimento del duomo e quello della piazza. Tre belle cupole rivestite di ceramica smaltata verde si innalzano in cima al transetto, all'altare maggiore e all'Arco di Carondelet. La cupola del transetto è sormontata da una banderuola in ferro a forma di gallo, oggetto di numerose leggende locali. Queste cupole neoclassiche, insieme alle sculture neoclassiche della balaustra, vari archi, colonne ioniche e alla scala semicircolare della Plaza, stanno modernizzando le aggiunte del XIX secolo.
Le targhe sui muri esterni della cattedrale commemorano il quarto centenario (1934) della fondazione della città: in primo luogo, il sito è celebrato come il punto di partenza della spedizione amazzonica di Francisco de Orellana (1511-1546). ("È la gloria di Quito aver scoperto il grande fiume delle Amazzoni"). Le cinque successive nominano i cinque fondatori della città. Quindi, "Quito, Patrimonio dell'Umanità" e infine, "Cattedrale, costruzione della chiesa principale, XVI secolo (1545–1572); Restauro, XVII, XVIII e XX secolo".

### Interno

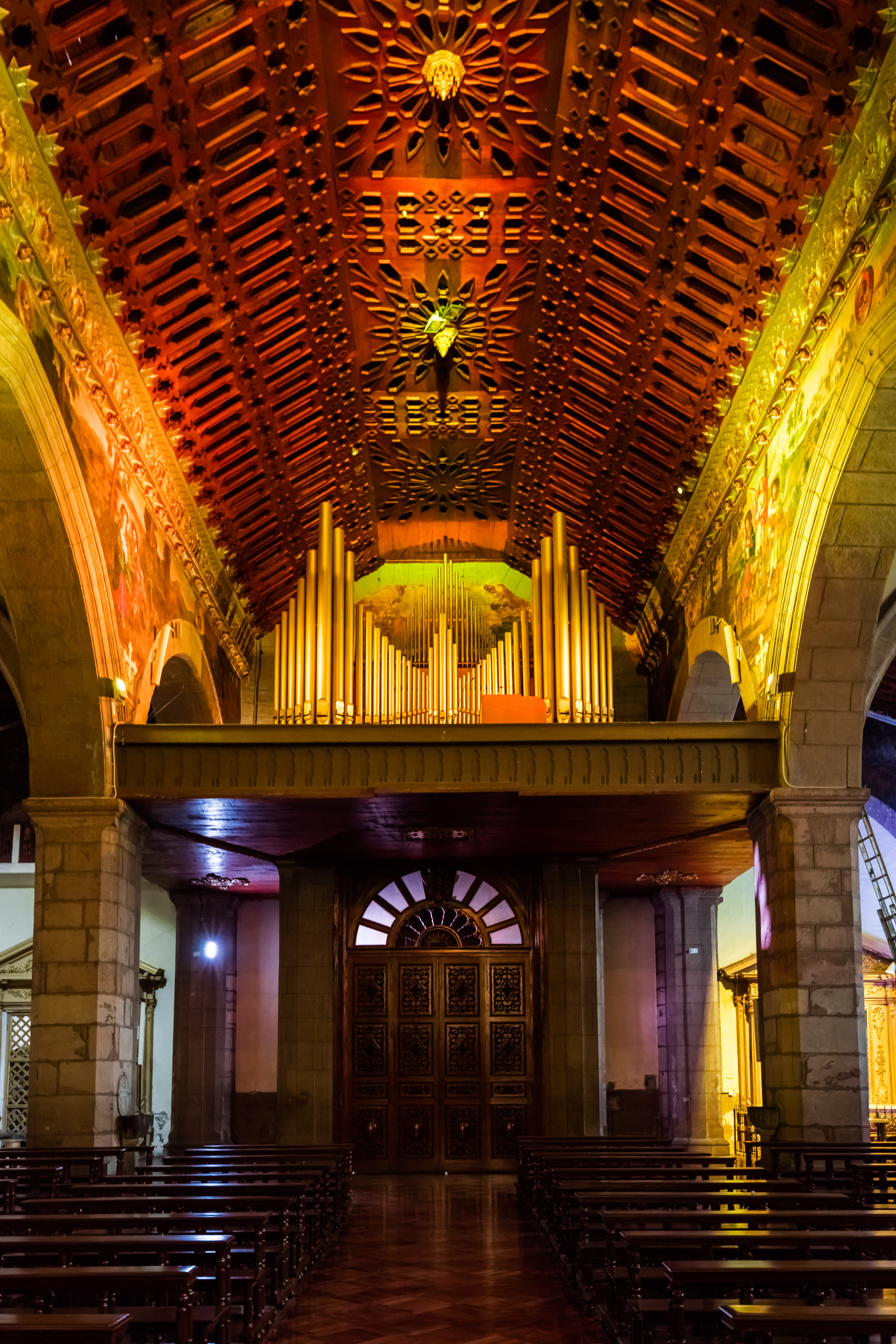
La navata centrale vista dall'altare maggiore.

All'interno le coperture delle tre navate sono sostenute da archi ogivali, a loro volta sorretti da pilastri a base quadrata. La navata centrale ha pannelli di cedro che tradiscono influenze moresche. Uno straordinario soffitto ligneo a cassettoni è sorretto da un fregio dorato e tra gli archi sono appesi splendidi dipinti. Sulla navata destra si aprono diverse cappelle lungo il muro, ciascuna sormontata da cupole con lucernari. Le cappelle, in ordine, sono dedicate a: Tutte le anime, Calvario, La negazione di Pietro, San Pietro, primo Papa della Chiesa e La Sacra Famiglia. Qui c'è anche una grande porta in legno intagliato, in un arco semicircolare, che conduce a "La Iglesia de El Sagrario " [Chiesa del Santuario], una cappella seicentesca annessa all'edificio principale, normalmente chiusa. (a El Sagrario si accede dall'esterno della Cattedrale.)
L'interno della cattedrale è adornato da opere di artisti della Scuola d'arte di Quito, con sede nella vicina chiesa e convento di San Francesco. Il dossale, ricoperto di foglia oro, fu scolpito dai primi maestri di quella scuola e nelle sue nicchie sono collocate immagini di santi e martiri. Il grande dipinto dell'"Assunzione della Vergine", situato nella parte superiore del coro, è opera di Samaniego Manual (1767–1824). La pala d'altare della cappella di "tutte le anime" ha il notevole gruppo scultoreo noto come "La negazione di San Pietro", attribuito a Padre Carlos. Altre notevoli opere d'arte della cattedrale includono la "Pala d'altare (Retablo) di Santa Ana" (comprendente immagini di san Gioacchino, san Giuseppe e sant'Anna e risalenti al XVIII secolo); Bernardo Rodríguez, "La cura degli zoppi di San Pietro"; la scultura del 1734 "Inmaculada" di Bernardo de Legarda (la cui replica veglia su Quito dall'alto di El Panecillo); inoltre, l'"Adorazione dei Tre Magi" e la "Cura degli storpi" (un murale).
L'altare maggiore, che si dice sia realizzato completamente in oro, mostra figure in barocco e moresco.

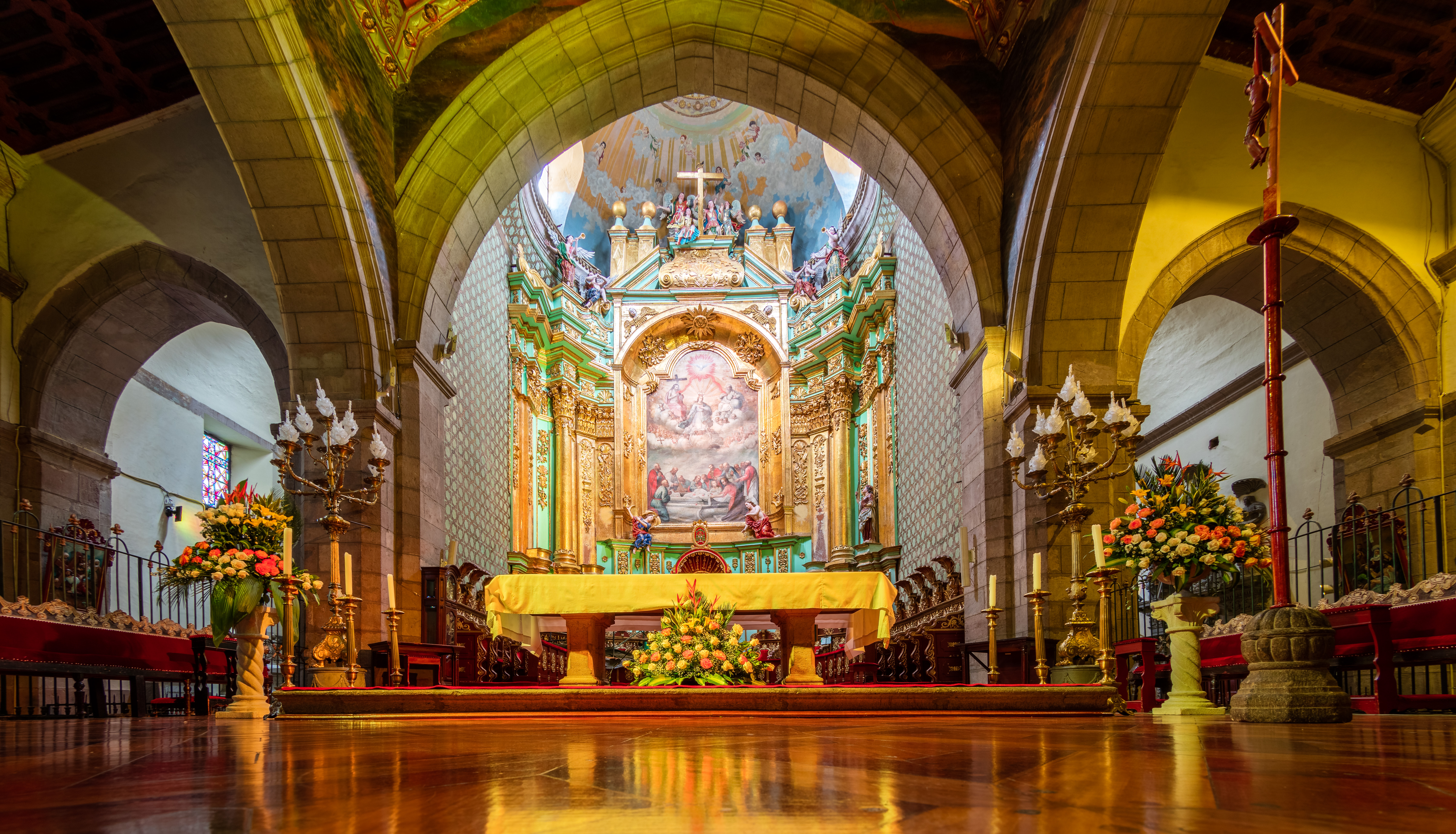
L'altare maggiore

## Storia

### Antefatto
Subito dopo la fondazione della città di San Francisco de Quito (6 dicembre 1534), l'intero lato meridionale della futura "Plaza Grande" fu destinato alla Chiesa. Il primo edificio temporaneo, costruito nello stesso anno da padre Juan Rodriguez - primo pastore della neonata città - aveva una struttura in legno con tetto di paglia. Con l'istituzione di una parrocchia a Quito (gennaio 1545), fu nominato un vescovo - García Díaz Arias - che raggiunse la città il 13 aprile dell'anno successivo, insieme al Vicario generale Pedro Rodríguez de Aguayo, che progettò di costruire un edificio più importante.

### Costruzione
Dal 1562 al 1565, venne innalzato, su delle fondamenta in pietra, sotto la direzione dell'arcidiacono Rodríguez de Aguayo, facente funzioni di vescovo dopo la morte di Diaz Arias. L'architetto era Antonio García. La costruzione fu realizzata in pietra e venne utilizzato il sistema di lavoro comunale minga (una pratica tradizionale locale di trasporto, intaglio e muratura). Con la sua fiancata laterale verso la Plaza, la chiesa contribuì a definirne le dimensioni e la forma. L'anomalia dell'ingresso principale che non si affacciava sulla Plaza è spiegata dalla presenza di una profonda gola (la quebrada de Sanguña o Zanguña) presente al momento della costruzione, che precludeva l'estensione dell'edificio all'indietro (verso sud-ovest). (Il sito, adiacente al burrone, era stato scelto a scopo difensivo. Il burrone stesso fu scavalcato dalla "Iglesia de El Sagrario" nel XVII secolo.) La cattedrale fu consacrata dal secondo vescovo di Quito, frate Pedro de la Peña, nel 1572.

### XVII secolo

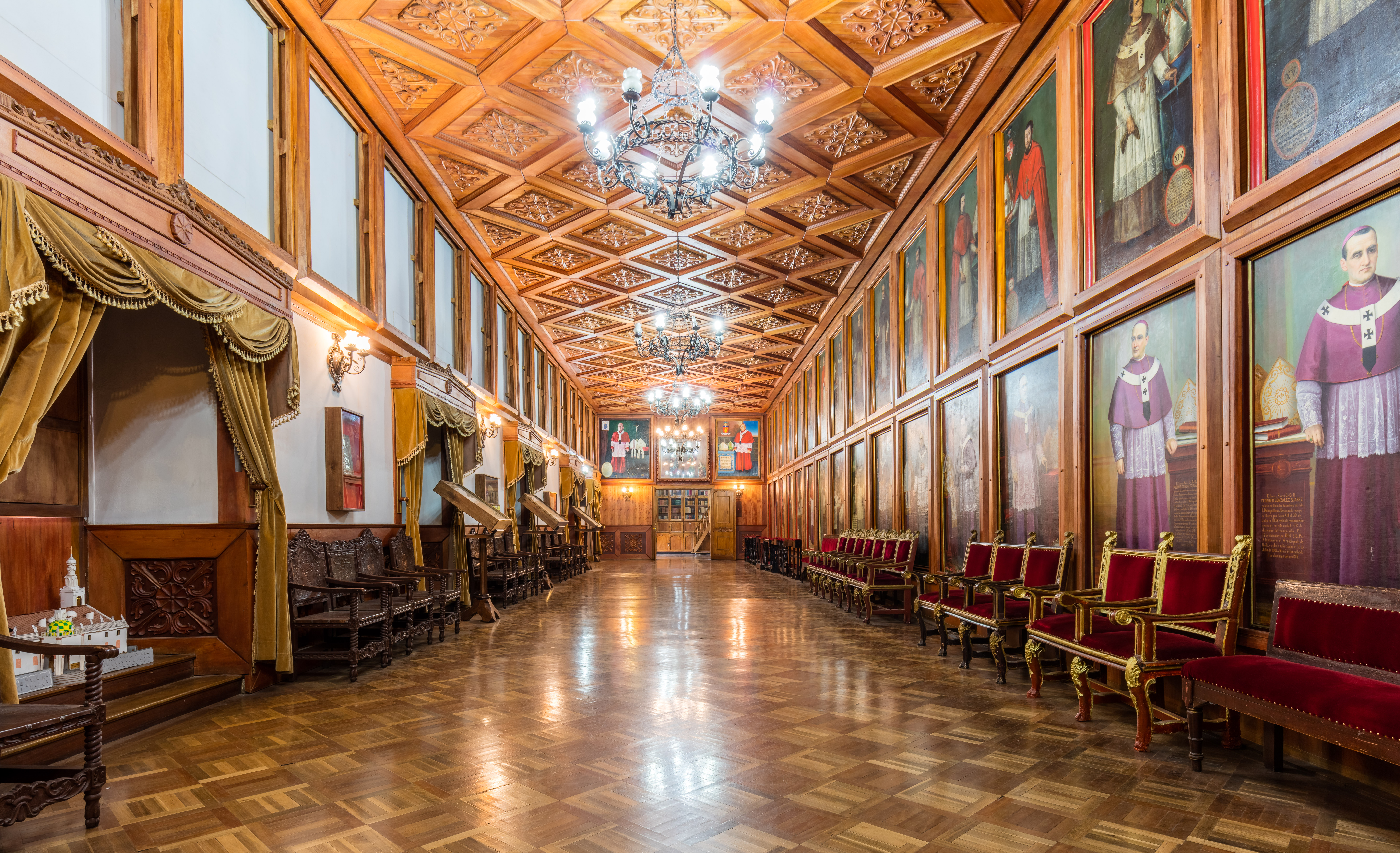
La sala capitolare

Dopo l'eruzione del vulcano locale Pichincha, che colpì Quito nel 1660, la cattedrale, che era stata danneggiata, fu ricostruita per ordine del vescovo Alfonso de la Peña y Montenegro. Gran parte della decorazione interna venne rielaborata ed è a questo periodo che viene datato il dipinto di Miguel de Santiago, ("Dormizione della Vergine"), precedentemente nella pala del coro principale. In questo periodo l'edificio fu anche allungato verso ovest, le navate laterali furono collegate dietro il coro e venne creata un'apertura laterale alla piazza. Anche la sagrestia fu ampliata e fu costruita la sala capitolare separata (conosciuta come "La Iglesia de El Sagrario").

### XVIII secolo

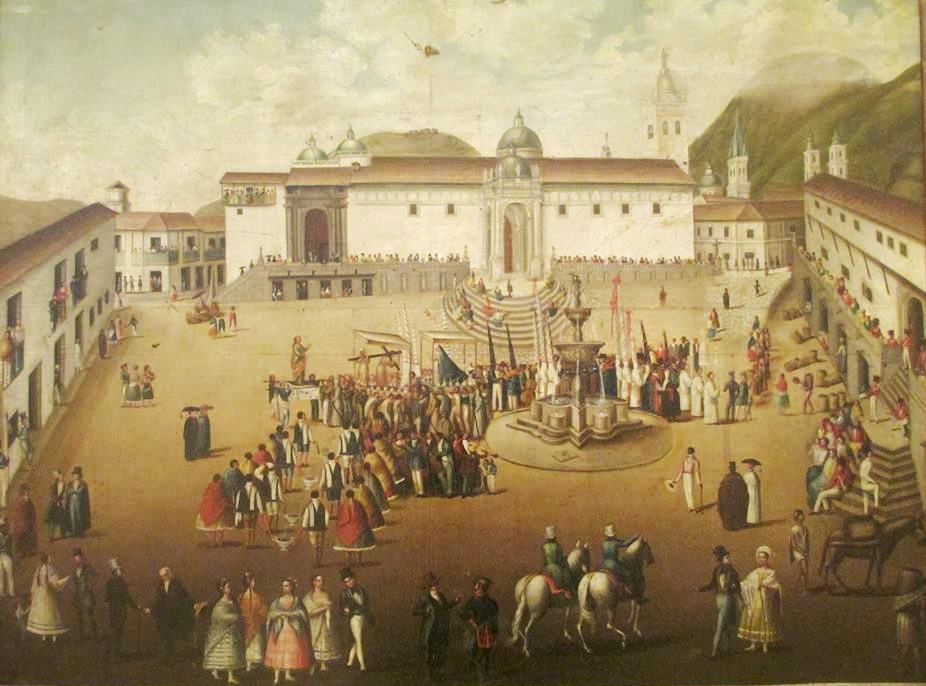
La cattedrale nel XVIII secolo.

Una seconda ricostruzione avvenne nel 1755 a seguito di un terremoto che in quell'anno colpì la città; i lavori questa volta furono relativamente minori, in quanto i danni non erano stati significativi. Un terremoto più intenso colpì la chiesa nel 1797 ed in seguito ad esso furono apportate importanti modifiche alla decorazione interna, tra cui un nuovo coro. Secondo la tradizione, l'artista noto come Caspicara (Manuel Chili) partecipò a questi lavori e incorporò i dipinti dei suoi maestri Manuel de Samaniego e Bernardo Rodríguez, rimuovendo la grande tela del coro di Santiago, la "Dormizione", e sostituendola con "El Tránsito de la Virgen" di Samaniego. L'attuale pulpito in legno dorato fu restaurato in questo periodo.

### XIX secolo

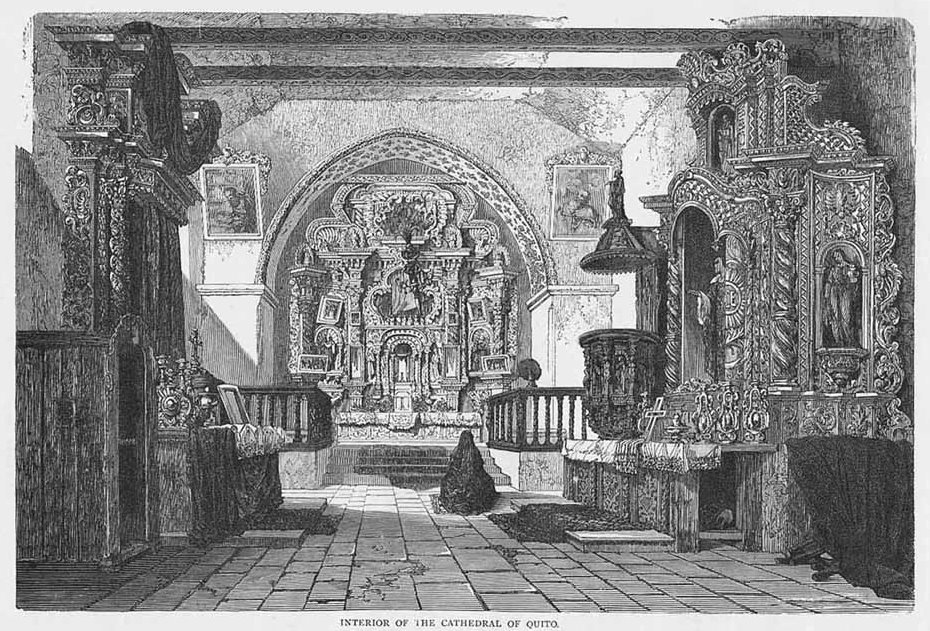
Interno della cattedrale nel XIX secolo

La cattedrale fu migliorata nel 1806–1807, durante l'amministrazione del XX presidente della Real Audiencia, barone Héctor de Carondelet, con l'aggiunta dell'Arco Carondelet, un'opera dell'ingegnere militare spagnolo Antonio García. L'inizio del XIX secolo vide anche la sostituzione dell'originale soffitto a cassettoni in stile mudéjar, del XVI secolo, con una copia (questa fu sostituita da un'altra copia a metà del XX secolo.) I terremoti danneggiarono nuovamente l'edificio nel 1858 e nel 1859, questa volta distruggendo gran parte del campanile (non fu ricostruito fino al 1930, in uno stile e contesto diverso - il cosiddetto "elmo prussiano", dall'architetto e sacerdote tedesco Pedro Bruning).

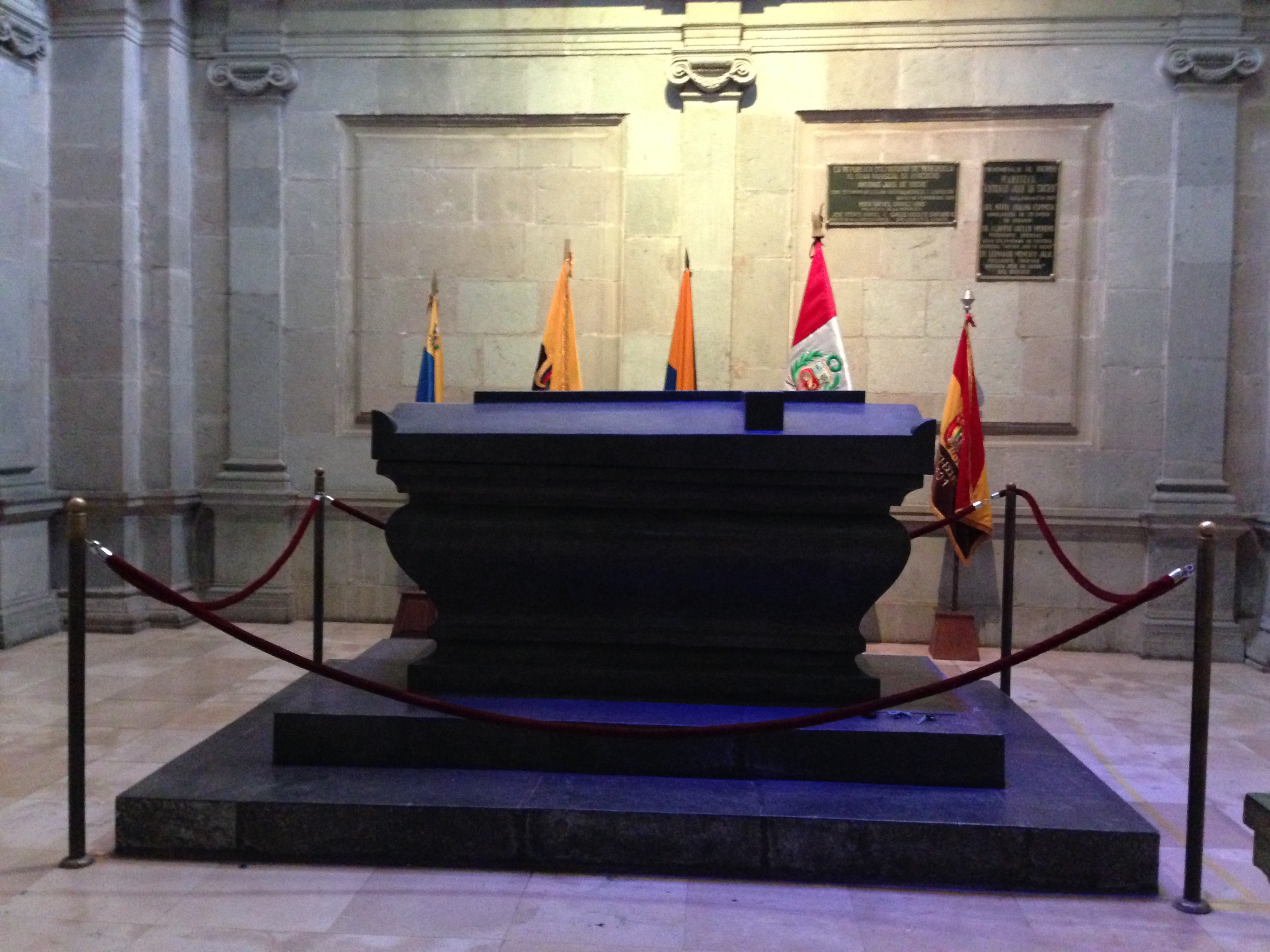
Il mausoleo di Antonio José de Sucre

Le catacombe della cattedrale sono servite da luogo di sepoltura per molte figure importanti della storia dell'Ecuador, come il leader dell'indipendenza Antonio José de Sucre (1795-1830), che è sepolto nella sua Cappella del Mausoleo. Il 13 gennaio 1848 la diocesi di Quito fu elevata ad arcidiocesi.
Nel piccolo altare di Nuestra Señora de los Dolores c'è una targa che mostra dove fu ucciso il presidente Gabriel García Moreno nel 1875. L'assassinio del vescovo di Quito, José Ignacio Checa y Barba, avvenne qui durante la messa del Venerdì santo, 30 marzo 1877, quando fu avvelenato con stricnina sciolta nel vino. La cattedrale è anche il luogo di sepoltura di diversi altri presidenti della Repubblica, nonché di vescovi e sacerdoti morti nella diocesi.

### XX secolo

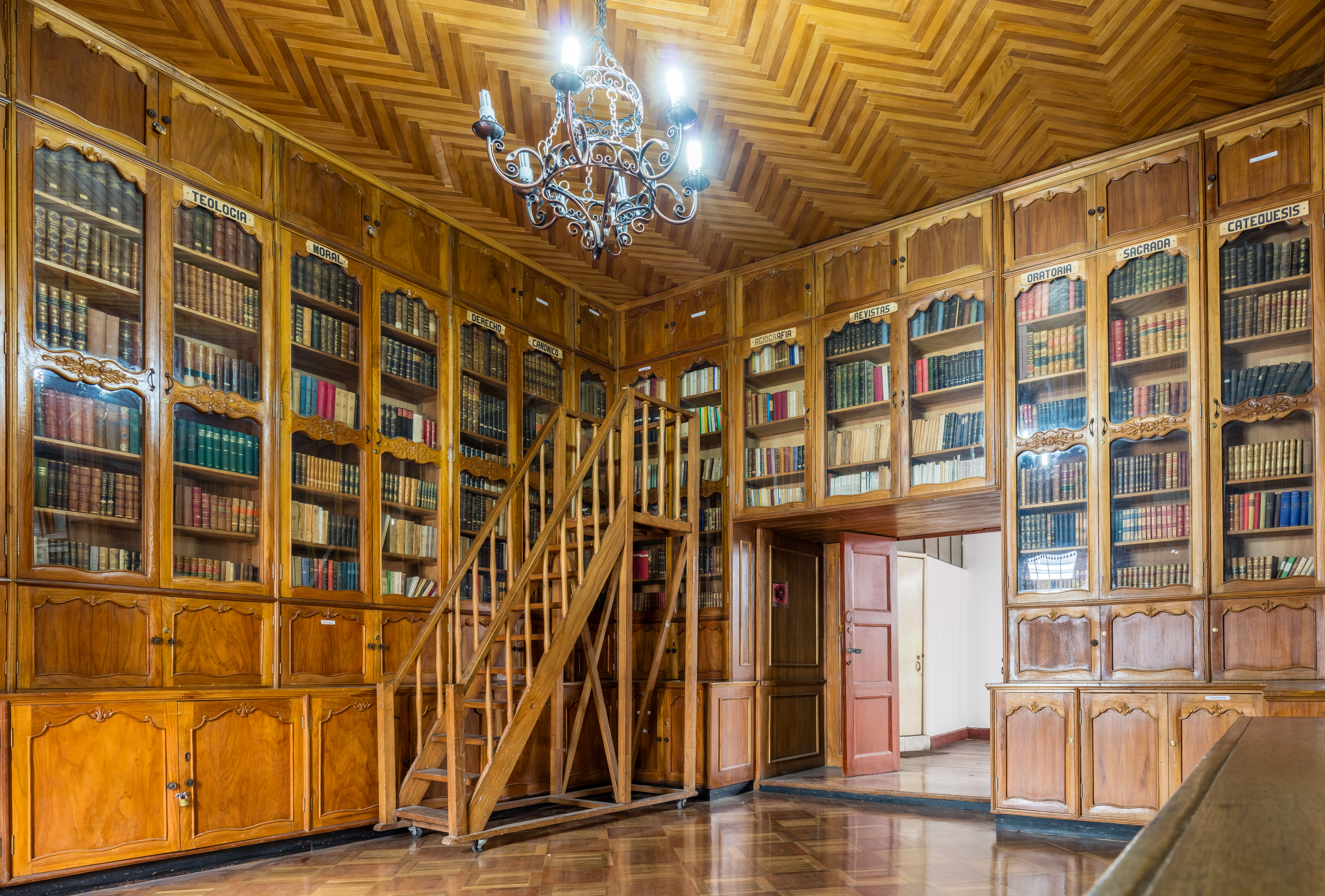
La biblioteca arcivescovile.

Insieme ai soffitti a cassettoni dei primi dell'Ottocento, a metà del Novecento furono sostituiti gli archi trasversali delle navate laterali. Quest'ultimo restauro ha in gran parte distrutto un curioso dipinto murale che forse risaliva al XVII secolo. L'alto "campanario" (campanile) è stato finalmente restaurato e ha ricevuto il suo peculiare "cappello" nel 1930. In seguito a un terremoto del 1987, il comune di Quito ha restaurato strutturalmente le fondamenta profonde della cattedrale con la tecnologia micropile. Nel 1995 la cattedrale di Quito è stata elevata a cattedrale dell'Ecuador, essendo la chiesa cattolica più anziana del paese. I restauri del manufatto e del parapetto sono stati effettuati rispettivamente nel 1997 e nel 1999.